# Cherubino Waesich
Cherubino Waesich oder Wesich (* um 1600; † 1650 in Rom) war ein Komponist, Organist und Kapellmeister des Frühbarock, flämischer oder niederrheinischer Herkunft.

## Leben und Wirken
Cherubino Waesich ist für die Zeit von 1631 bis 1649 in Rom nachweisbar. Seine 1632 in Rom veröffentlichten, dem römischen Adeligen Mario II. Conte Sforza gewidmeten (16) „Canzoni a cinque da sonarsi con le Viole da gamba aggiuntovi dui Madrigali a 6 concertati con gli strumenti. Opera Seconda“, die bislang als seine einzige bekannte Sammlung gelten, lassen diesen Schluss zu. 1635 war Waesich Organist an der Kirche Santa Maria in Trastevere. An Roms flämischer Kirche San Giuliano dei Fiamminghi, wo er um 1640 mehrere Festmusiken leitete, war er als Kapellmeister tätig. Von 1646 bis Ende 1649 war er Organist an der deutschen Kirche Roms, Santa Maria dell’Anima.
Die Sammlung mit 16 Kanzonen und den beiden Madrigalen „Arod per voi“ und „O rubella d'Amore“, die 2003 in einer Neuauflage erschienen, sind Zeugnisse der mehrstimmigen römischen Gamben-Konsortmusik der ersten Hälfte des 17. Jahrhunderts, die im gleichen Zeitraum und Umfeld wie Girolamo Frescobaldis Kanzonen veröffentlicht wurden.